# Tréon
Tréon ist eine französische Gemeinde mit 1.448 Einwohnern (Stand: 1. Januar 2022) im Département Eure-et-Loir, in der Region Centre-Val de Loire. Sie gehört zum Arrondissement Dreux und zum Kanton Dreux-1. Die Einwohner werden Tréonnais genannt.

## Geographie
Tréon liegt etwa sechs Kilometer südsüdwestlich von Dreux an der Blaise. Umgeben wird Tréon von den Nachbargemeinden Garnay im Norden, Marville-Moutiers-Brûlé im Osten, Le Boullay-les-Deux-Églises im Süden, Aunay-sous-Crécy im Süden und Westen, Crécy-Couvé im Westen sowie Garancières-en-Drouais im Nordwesten.

## Bevölkerungsentwicklung
| Jahr                       | 1962 | 1968 | 1975 | 1982 | 1990 | 1999 | 2006 | 2013 | 2020 |
| Einwohner                  | 571  | 551  | 631  | 898  | 1179 | 1255 | 1284 | 1365 | 1420 |
| Quellen: Cassini und INSEE |      |      |      |      |      |      |      |      |      |

## Sehenswürdigkeiten
- Kirche Saint-Blaise aus dem 12. Jahrhundert, Umbauten aus dem 16. und 19. Jahrhundert, Monument historique seit 2013

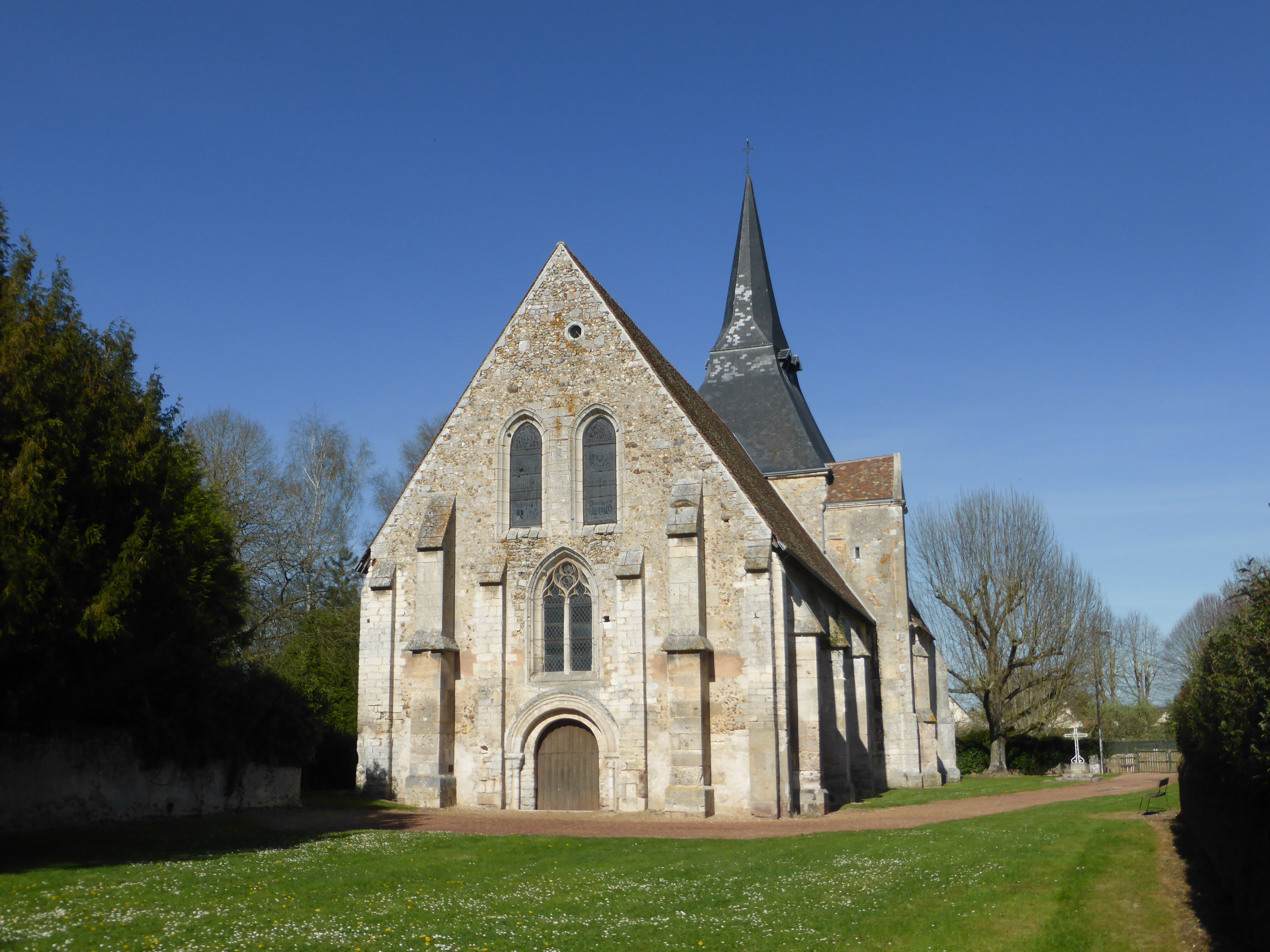
Kirche Saint-Blaise
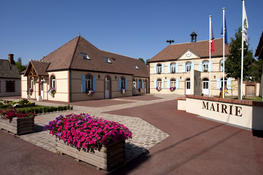
Rathaus

## Gemeindepartnerschaft
Mit der deutschen Gemeinde Bad Liebenstein in Thüringen besteht seit 1992 eine Partnerschaft.